# Atletisme als Jocs Olímpics d'Estiu de 1912 - cros per equips masculí

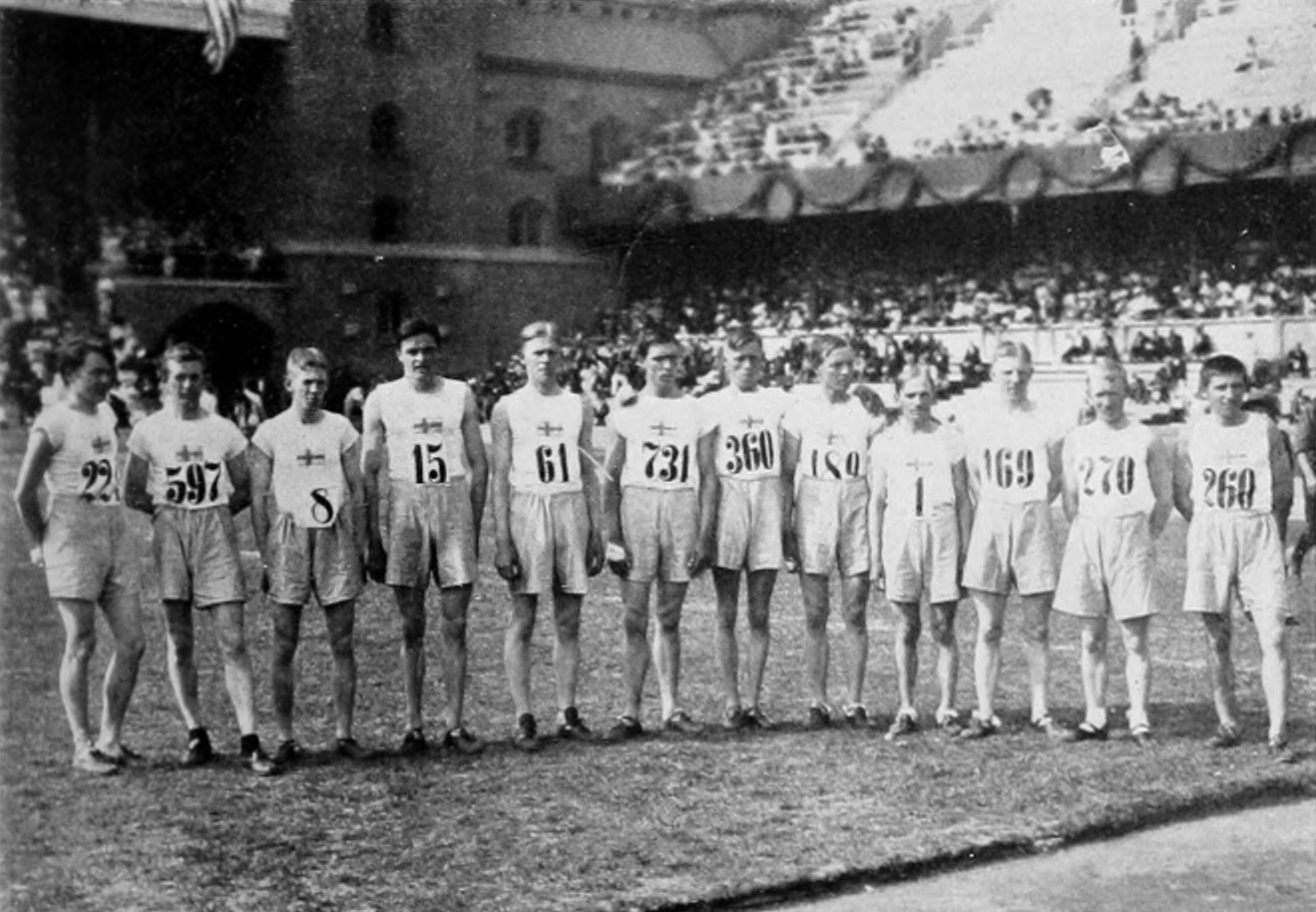
Participants suecs en la prova de cros.

El cros per equips masculí va ser una de les proves del programa d'atletisme disputades durant els Jocs Olímpics d'Estocolm de 1912. La prova es va disputar el dilluns 15 de juliol de 1912 i hi van prendre part 41 atletes de 6 nacions diferents. Era la primera vegada que es disputava aquesta prova.

## Medallistes
| Or                                                    | Plata                                                      | Bronze                                                         |
| Suècia Hjalmar Andersson · John Eke · Josef Ternström | Finlàndia Jalmari Eskola Hannes Kolehmainen Albin Stenroos | Regne UnitErnest Glover · Frederick Hibbins · Thomas Humphreys |

## Resultats
Els tres primers atletes classificats de cada país en acabar la cursa individual puntuen per a la classificació per equips. Les seves posicions se sumen i l'equip que té menys punts és el vencedor. De les 10 nacions que envien participants en la prova de cros 6 tenen un mínim de 3 atletes (Àustria, França, Alemanya i Sud-àfica són les que no, ja que sols hi tenen un representant). Sols dos dels cinc atletes estatunidencs finalitzen la cursa, per la qual cosa no tenen una puntuació vàlida en aquesta prova.
| Pos.             | Equip                | Punts        | Total |
| Final            | Final                | Final        | Final |
| ---------------- | -------------------- | ------------ | ----- |
| 1                | Suècia               | Suècia       | 10    |
| 1                | Hjalmar Andersson    | 2            | 10    |
| 1                | John Eke             | 3            | 10    |
| 1                | Josef Ternström      | 5            | 10    |
|                  | Brynolf Larsson      | 9            |       |
| Johan Sundkvist  | 10                   |              |       |
| Klas Lundström   | 13                   |              |       |
| Bror Fock        | 17                   |              |       |
| Gustav Carlén    | 21                   |              |       |
| Edvin Hellgren   | DNF                  |              |       |
| John Klintberg   | DNF                  |              |       |
| Axel Lindahl     | DNF                  |              |       |
| Henrik Nordström | DNF                  |              |       |
| 2                | Finlàndia            | Finlàndia    | 11    |
| 2                | Hannes Kolehmainen   | 1            | 11    |
| 2                | Jalmari Eskola       | 4            | 11    |
| 2                | Albin Stenroos       | 6            | 11    |
|                  | Ville Kyrönen        | 7            |       |
| Viljam Johansson | 11                   |              |       |
| Väinö Heikkilä   | 25                   |              |       |
| Matti Harju      | DNF                  |              |       |
| Aarne Lindholm   | DNF                  |              |       |
| 3                | Regne Unit           | Regne Unit   | 49    |
| 3                | Frederick Hibbins    | 15           | 49    |
| 3                | Ernest Glover        | 16           | 49    |
| 3                | Thomas Humphreys     | 18           | 49    |
|                  | Joe Cottrill         | DNF          |       |
| William Scott    | DNF                  |              |       |
| 4                | Noruega              | Noruega      | 61    |
| 4                | Olaf Hovdenak        | 19           | 61    |
| 4                | Parelius Finnerud    | 20           | 61    |
| 4                | Johannes Andersen    | 22           | 61    |
|                  | Nils Dahl            | DNF          |       |
| 5                | Dinamarca            | Dinamarca    | 63    |
| 5                | Lauritz Christiansen | 14           | 63    |
| 5                | Viggo Petersen       | 23           | 63    |
| 5                | Gerhard Topp         | 26           | 63    |
|                  | Steen Rasmussen      | 28           |       |
| Holger Baden     | DNF                  |              |       |
| Fritz Danild     | DNF                  |              |       |
| Karl Jensen      | DNF                  |              |       |
| —                | Estats Units         | Estats Units | —     |
| —                | Harry Hellawell      | 12           | —     |
| —                | Louis Scott          | 24           | —     |
| —                | Tell Berna           | DNF          | —     |
|                  | George Bonhag        | DNF          |       |
| William Kramer   | DNF                  |              |       |